# Kayonza
Kayonza is een district (akarere) in de oostelijke provincievan Rwanda. De hoofdstad is Mukarange.

## Sectoren
Kayonza district is verdeeld in 12 sectoren (imirenge): Gahini, Kabare, Kabarondo, Mukarange, Murama, Murundi, Mwiri, Ndego, Nyamirama, Rukara, Ruramira and Rwinkwavu.

## Externe links

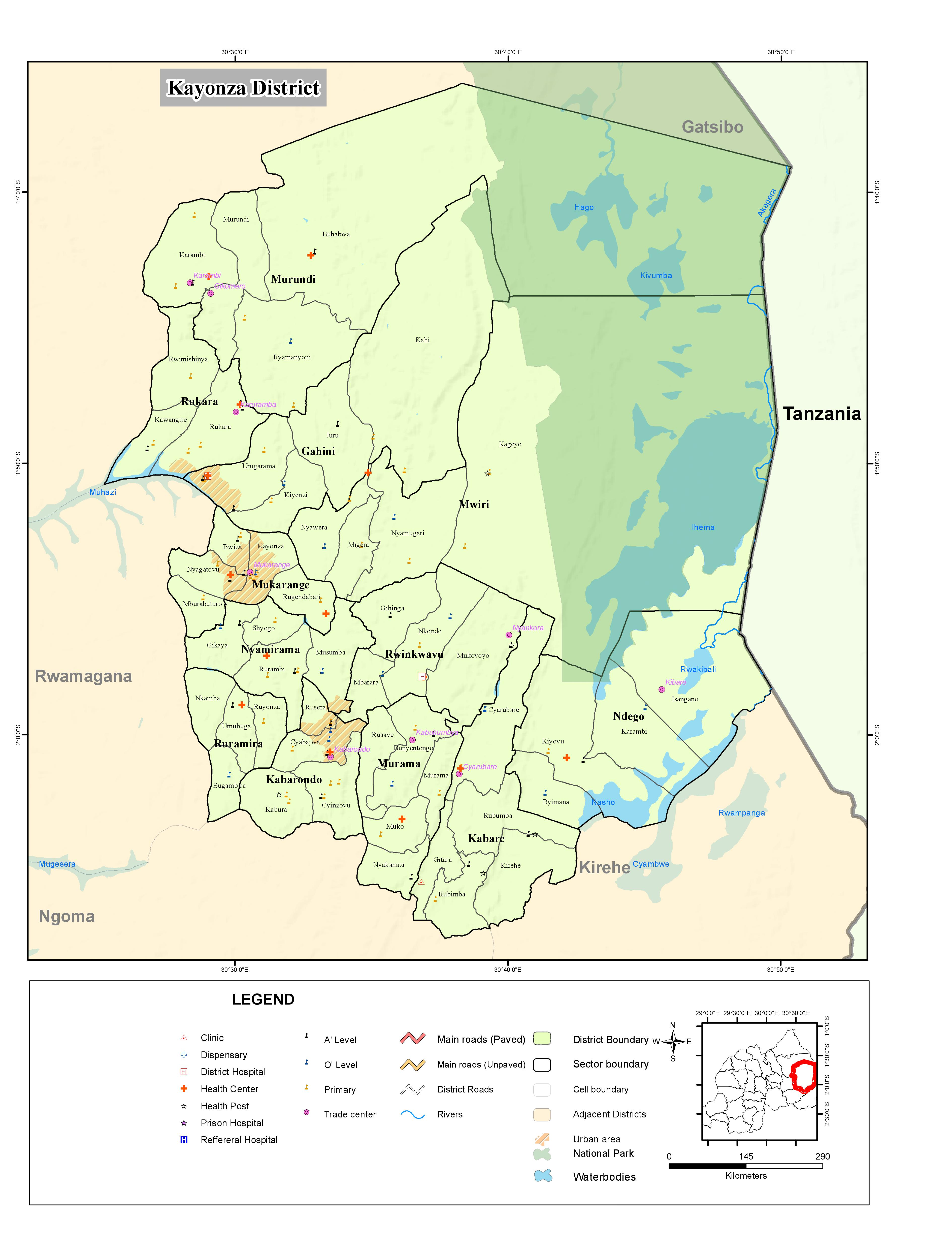
Kaart van Kayonza district